# Spot Pond
Der Spot Pond ist ein Trinkwasserspeichersee im Middlesex County des US-amerikanischen Bundesstaates Massachusetts. Der Teich liegt in der Middlesex Fells Reservation, einem State Park von Massachusetts. Am Nordrand des Sees befindet sich in der Stadt Stoneham der Stone Zoo.

## Geschichte
Spot Pond erhielt seinen Namen 1632 durch den Gouverneur John Winthrop.
Im See liegt Great Island, eine Binnenseeinsel, auf der ein Granit-Gedenkstein mit der mysteriösen Aufschrift “Where Shute Fell” (Wo Shute fiel) steht. Es ist nicht bekannt, wer den Gedenkstein setzte und aus welchem Anlass. Möglicherweise bezieht es sich auf einen Ringer aus Haywardsville, da im 19. Jahrhundert viele Preiskämpfe auf der Insel ausgetragen wurden.
Spot Pond verlieh seinen Namen dem Spot Pond Archeological District, dem Gelände der verlassenen Siedlung  Haywardsville bei den Gummifabriken der Hayward Rubber Works.
Koordinaten: 42° 27′ 8″ N, 71° 5′ 46,2″ W